# Plectritis minor
Plectritis minor là một loài thực vật có hoa trong họ Kim ngân. Loài này được (Hook.) Abrams miêu tả khoa học đầu tiên năm 1904.